# Hidrotehnika
Hidrotehnika je tehnična veda, ki se ukvarja s proučevanjem lastnosti in dinamike voda, načrtovanjem in gradnjo vodnih objektov in naprav za uravnavanje vodnega režima, rabo voda, izkoriščanje vodne energije, ter objektov komunalnega inženirstva (čistilnih naprav, sistemov zbiranja in odvajanja komunalnih in industrijskih odpadnih voda, vodooskrbnih sistemov). Proučevanje in načrtovanje vodnih objektov temelji predvsem na vključevanju zakonitosti hidrologije, hidravlike in hidrodinamike v osnovne zakonitosti gradbene mehanike in statike.
V novejšem času se v načrtovanje vodnih objektov vključujejo tudi novi vidiki, kot so ekološki, naravovarstveni in okoljski ter tudi ekonomsko-socialni vidiki, kar hidrotehniko, kot vejo tehničnih znanosti v osnovi, vsebinsko nadgrajujejo. Hidrotehnika tako postaja pomembna veja multidisciplinarne vede o upravljanju voda, kar pomeni vede o celovitem urejanju, rabi in varstvu vodnih virov v okviru hidrografskih območij – porečij in povodij.

## Zgodovinski razvoj

### Razvoj osnovnih zakonitosti
Zgodovinski razvoj inženirske hidrotehnike je tesno povezan z razvojem vedenja o zakonitostih gibanja in mirovanja tekočin. Najzgodnejši dokazi o osnovnem razumevanju lastnosti gibanja tekočin segajo v dolino Tigrisa, 7000 let pred našim štetjem, sledijo dokazi o razumevanju zakonitosti delovanja ventila s Širilanke, 2000 let pr. n. št. 
V antični Grčiji je poleg matematika in izumitelja Ktesibija Aleksandrijskega, očeta pnevmatike, prvo zgodovinsko priznano znanstveno razpravo, 250 let pr. n. št. napisal Arhimed – Razprava o telesih ki plavajo.
Velik razcvet razumevanja zakonitosti hidrodinamike in njihove uporabe dokazujejo številni sistemi za dovod vode na velike razdalje v času Rimskega cesarstva, ki so poleg gradnje akvaduktov razvili izdelavo sifonov in vodnih koles za premagovanje terenskih višinskih razlik.
V srednjem veku je posebno v islamskih deželah znanje o mehaniki tekočin napredovalo, o čemer pričajo različne naprave za dviganje vode,  ter različne naprave na vodni pogon, katerih osnovni principi se uporabljajo še danes.
Pomembnejše delo o osnovah hidrostatike je v letu 1586 objavil Stevin, sledila so dela Galilea Galileia, ki je v letu 1612 objavil Razpravo o telesih v vodi in telesih, ki se v njej gibajo, v letu 1619 pa še njegov učenec Benedetto Castelli (1576–1643) delo z naslovom O Merjenje tekoče vode, ki predstavlja temelj sodobne hidrodinamike. 
Sledil je izum hidravlične stiskalnice Blaisa Pascala na podlagi dognanj o vplivu tlaka v tekočini na površino različnih velikosti – Pascalov zakon, objavljen 1663.
Pomembno delo je leta 1685 objavil Isaac Newton v katerem je dokazal hipotezo o notranjem trenju v tekočinah. Njegova dognanja je nadgradil francoski zdravnik Jean Louis Poiseuille, ki je dokazal odvisnost toka tekočine od premera cevi skozi katero se tekočina pretaka. To dognanje, ki postavlja osnovo sodobne hidraulike je objavil in formuliral leta 1846 kot Poiseuilleov zakon.
Pomemben prispevek k razvoju hidraulike in hidrodinamike sta dala tudi Daniel Bernoulli in Leonhard Euler. Bernoulli je v letu 1738 v svoji razpravi Hidrodinamika objavil formulacijo osnovne zakonitosti hidrodinamike, poznano kot Bernoullijeva enačba, s katero je določil odvisnost med tlakom, višino in hitrostjo gibanja tekočine. Enačba je bila kasneje dopolnjena tako, da je vključila še vpliv sile trenja. Taka predstavlja še danes osnovno enačbo v hidravliki.
Euler je v letu 1755 objavil delo Splošne zakonitosti gibanja tekočin v katerem je podan sistem diferencialnih enačb o gibanju idealne tekočine brez trenja, kasneje pa razvil enačbo o kontinuiteti toka, enačbo za turbine, postavil osnovno teorijo plovil in razjasnil vprašanje trenja med tekočino in telesi, ki se v njej gibajo.
Kasneje v 19. stoletju je pomembno delo k razumevanju gibanja tekočin prispeval Ludvwig Prandtel z objavo razprave o vplivu podlage na gibanje toka. S svojo teorijo je odprl vrata do razumevanja kompleksnih zakonitosti turbulentnega toka, ki še do danes niso popolnoma raziskana, zato se tudi moderna mehanika tekočin še vedno, poleg teoretičnih rezultatov poslužuje eksperimentalnih raziskav.

### Vodni objekti skozi zgodovino
Arheološke najdbe iz 6 tisočletja pred našim štetjem dokazujejo uporabo vodnih objektov - vodnih kanalov in rabo vodne sile na območju starega Egipta in Mezopotamije. Ravno tako ohranjeni ostanki sistema vodnih kanalov na območju stare Kitajske – Turpanski vodni sistem in Irana – vodni sistem kanat dokazujejo gradnjo in uporabo vodnih objektov za dovod vode in izkoriščanje njene moči. Arheološke najdbe iz obdobja Stare Grčije (3. st. pr. n. št.) kažejo, da so stari Grki na podlagi razumevanja osnovnih zakonitosti hidravlike zgradili zelo učinkovite hidravlične sisteme za oskrbo z vodo otoka Samos – vodni sistem Eupalinos. Iz tega časa so znane že prve naprave za dvigovanje vode – vodno kolo iz Perachora in vodne črpalke.
- Shema vodnega sistema kanat, Iran
- Podzemni kanal vodnega sistema Eupalinos za dovod vode v mesto Samos, Grčija
- Ostanki akvadukta v Petri, Jordanija

Razcvet gradnje objektov za dovod vode do mest se je zgodil v času Rimskega cesarstva. Številni akvadukti z vodnjaki, vodnimi kolesi, sifoni so vodo iz oddaljenih izvirov dovajali v cesarska mesta od Rima do severne Afrike, Francije, Španije, Turčije.
Znani in do danes ohranjeni so akvadukti za mesto Rim, Segovio v Španiji in številni drugi. V času rimskega cesarja Nerona so bili izdelani prvi načrti za Korintski prekop. Iz časa rimske Emone je v Ljubljani ohranjem vodnjak, ki je preko mreže podzemnih kanalov oskrboval del mesta z vodo, ohranjen je tudi del akvadukta v dolini Glinščice.
- Akvadukt v Segoviji, Španija
- Ostanki akvadukta v dolini Glinščice, Italija.
- Ostanki vodnjaka iz rimske Emone na Kongresnem trgu, Ljubljana, Slovenija

### Razvoj hidrotehnike v Sloveniji
Za začetek hidrotehnične stroke na Slovenskem lahko štejemo leto 1925, ko je v okviru Gradbenega oddelka Tehnične fakultete Univerze v Ljubljani Ciril Žnidaršič pričel s predavanji s področja mehanike tekočin v prostorih Stare tehnike na Aškrčevi cesti. V letu 1937 je sledila izgradnja zametkov Hidravličnega laboratorija na Cesti dveh cesarjev na Viču, ki je kot prvi na Balkanu nudil osnovno opremo za eksperimente na področju osnovnih zakonitosti mehanike tekočin. V letu 1938 je vodenje laboratorija in celoten program izobraževanja prevzel Milovan Goljevšček.
Po drugi svetovni vojni je predvsem zaradi potreb industrije po hidroenergiji, hidrotehnična stroka dobila močan zagon in v letu 1948 je bil celoten učni in razvojni proces preseljen v novo stavbo na Hajdrihovi 28 v Ljubljani. V njenem okviru je bil ustanovljen tudi Vodogradbeni laboratorij, ki je v letu 1954 postal samostojna ustanova. Pomemben pečat je razvoju laboratorija prispeval Janko Bleiweis, ki je vodenje laboratorija prevzel v letu 1959. Leta 1972 sta se na lokacijo Hajdrihove ulice 28 iz starega Hidravličnega laboratorija preselila tudi Laboratorij za mehaniko tekočin in Inštitut za zdravstveno hidrotehniko. Vsi trije so postali stebri nadaljnjega razvoja hidrotehnične stroke, ki danes v okviru Fakultete za gradbeništvo in geodezijo, Oddelka za okoljsko gradbeništvo obsega Katedro za splošno hidrotehniko, Katedro za mehaniko tekočin ter Katedro za zdravstveno hidrotehniko.

## Hidrotehnični objekti danes
Hidrotehnično inženirstvo danes razvija in načrtuje predvsem objekte za uravnavanje vodnega režima rek, jezer in morja, za zmanjševanja ogroženosti območij poselitve pred poplavnimi vodami, ureditve za varstvo vodnih ekosistemov, sisteme vodooskrbe, odvodnje in čiščenja komunalnih in industrijskih odpadnih voda, ter sisteme za uravnavanje vode v tleh ( sistemi za osuševanje in namakanje zemljišč).
- Objekti za zmanjševanje poplavne ogroženosti: zadrževalniki poplavnega vala, protipoplavni nasipi, zagatne stene, črpališča, odvodni kanali, protiplimne pregrade, pregrade;
- Objekti za uravnavanje vodnega režima: jezovi, pragovi, jezbice, utrditve brežin, prodni zadrževalniki, kranjske stene
- Objekti sistemov vodooskrbe: zbiralniki pitne vode, rečna zajetja, črpališča, vodni stolpi, vodohrani, objekti in naprave za pripravo pitne vode, vodovodni sistemi;
- Objekti in naprave za zbiranje, odvod in čiščenje odpadnih voda: greznice, kanalizacijski sistemi, čistilne naprave
- Sistemi za osuševanje tal (drenažni sistemi): razbremenilniki, sistemi odvodnih jarkov in drenaž, ponikalnice
- Sistemi namakanja: zbiralniki, črpališča, primarni in sekundarni cevovodi

### Pomembni hidrotehnični objekti novejše dobe v svetu
- Ludwigov kanal Rona-Ren, 1784-1833
- Sueški prekop, Egipt
- Hooverjev jez v Koloradu, ZDA
- Pregrada na Vzhodni Šeldi, Nizozemska